# Erdbeer-Mottenschildlaus
|  | Dieser Artikel wurde aufgrund von formalen oder inhaltlichen Mängeln in der Qualitätssicherung Biologie zur Verbesserung eingetragen. Dies geschieht, um die Qualität der Biologie-Artikel auf ein akzeptables Niveau zu bringen. Bitte hilf mit, diesen Artikel zu verbessern! Artikel, die nicht signifikant verbessert werden, können gegebenenfalls gelöscht werden. Lies dazu auch die näheren Informationen in den Mindestanforderungen an Biologie-Artikel. |

Die Erdbeer-Mottenschildlaus (Aleyrodes lonicera) ist eine Art aus der Überfamilie der Mottenschildläuse (Aleyrodidae). Sie tritt an Erdbeeren auf. Die Adulte sind 1 mm lang. Sie weisen einen grau gesprenkelten, gelben Körper auf. Ihre Flügel sind weiß mit einem grauen Fleck auf den Vorderflügeln.